# Bactrospora
Bactrospora A. Massal. (zmiennosporek) – rodzaj grzybów z rodziny Roccellaceae. Ze względu na współżycie z glonami zaliczany jest do grupy porostów. W Polsce występuje jeden gatunek.

## Systematyka i nazewnictwo
Pozycja w klasyfikacji według Index Fungorum: Incertae sedis, Arthoniales, Arthoniomycetidae, Arthoniomycetes, Pezizomycotina, Ascomycota, Fungi.
Synonimy nazwy naukowej: Bactrosporomyces Cif. & Tomas., Melampydiomyces Cif. & Tomas., Melampylidium Stirt. ex Müll. Arg., Scolecactis Clem.
Nazwa polska według W. Fałtynowicza.

## Niektóre gatunki
- Bactrospora arthonioides Egea & Torrente 1993
- Bactrospora corticola (Fr.) Almq. 1869
- Bactrospora dryina (Ach.) A. Massal. 1852 – zmiennoporek kruchy
- Bactrospora granularis Kantvilas 2004
- Bactrospora homalotropa (Nyl.) Egea & Torrente 1989
- Bactrospora metabola (Nyl.) Egea & Torrente 1995
- Bactrospora micareoides Kantvilas 2004
- Bactrospora paludicola Kantvilas 2004

Nazwy naukowe na podstawie Index Fungorum. Nazwy polskie według W. Fałtynowicza.